# دو دختر
دو دختر (به ترکی:İki Genç Kız)(به انگلیسی: 2 Girls) نام یکی از رمان‌های پریهان ماغدن است که در سال ۲۰۰۲ انتشار یافت. در سال ۲۰۰۵ به صورت آزاد به زبان انگلیسی ترجمه شد. فیلمی نیز از روی این رمان ساخته شده‌است.

## موضوع
این رمان در مورد دوستی و آشنایی دو دختر جوان است که شباهت‌های زیادی به هم دارند .